# Harold Ellis Jones
Harold Ellis Jones (* 3. Dezember 1894 in New Brunswick, New Jersey; † 7. Juni 1960 in Paris, Frankreich) war ein US-amerikanischer Entwicklungspsychologe und Leiter des Institute of Human Development der University of California in Berkeley. Anerkennung erhielt er 1950 für seine Forschungen über die körperlichen Fähigkeiten von Jugendlichen.

## Leben

### 1894–1914 – Kindheit und Jugend
Harold Ellis Jones wurde 1894 als zweites Kind von Elisha Adams Jones und Lessie E. Brown Jones geboren. Beide Eltern waren gebildet, sein Vater, Elisha Adams Jones, hatte einen Bachelor-Abschluss, seine Mutter eine Privatschule in Philadelphia besucht. Zum Zeitpunkt von Harold Jones’ Geburt leitete sein Vater die Agricultural Experimental Farm der Rutgers University. Kurze Zeit später zog die Familie nach Amherst, wo Jones’ Vater die Leitung der dortigen Experimental Farm des Massachusetts Agricultural College übernahm. Einige Jahre danach zogen die Jones’ erneut um, nach New Canaan in Connecticut, wo Jones’ Vater ein großes Anwesen verwaltete. Dort verbrachte Harold Jones seine Kindheit.
Als Kind war Jones an Diphtherie erkrankt, was eine Herzschwäche zur Folge hatte. Er wurde deshalb zu Hause unterrichtet und auf die Highschool vorbereitet. Auf der Highschool war er ein hervorragender Schüler, Redakteur der Schulzeitung, Präsident seiner Oberstufenklasse und machte seinen Abschluss mit Auszeichnung. Danach wollte er Biologie studieren.

### 1914–1926 – College und Universität
Zuerst besuchte Jones das Massachusetts Agricultural College, an dem auch sein Vater gewesen war, wechselte dann aber zwei Jahre später ans Amherst College. Der dortige Präsident, Alexander Meiklejohn, sowie seine Professoren Robert Frost und Stark Young beeinflussten seine weitere Entwicklung. Er belegte als Hauptfach Biologie und machte 1918 seinen Abschluss magna cum laude. Den darauffolgenden Sommer verbrachte er am Institute of Marine Biology in Wood's Hole in Massachusetts, danach kehrte er für ein Jahr ans College nach Amherst zurück und arbeitete dort als Biologieassistent.
Warum er schließlich zur Psychologie wechselte, ist nicht bekannt. 1919 ging Harold Jones an die Columbia University in New York City, wo er gleich im ersten Jahr seiner späteren Frau Mary Cover Jones begegnete, die dort wie er Psychologie studierte. Sie verbrachten die meiste Zeit während des Studiums miteinander, da sie fast dieselben Kurse belegt hatten und zusammen lernten. Ein Jahr später machten sie ihren Master. Im Sommer arbeiteten Jones und seine Frau das erste Mal gemeinsam in einer Einrichtung, in der sie unter Harold Jones’ Leitung Intelligenztests an Menschen mit geistiger Behinderung vornahmen. Dies war der Beginn einer jahrelangen partnerschaftlichen Zusammenarbeit. Im September, an Mary Cover Jones’ Geburtstag, heirateten sie, getraut vom US-amerikanischen Sozialisten Norman Thomas. Danach setzten sie ihr Promotionsstudium fort.
Jones war ein herausragender Student. Sein Interesse galt der Experimentalpsychologie. Er wurde Assistent von Professor Robert S. Woodworth, mit dem er auch befreundet war, und begann schon vor seinem Abschluss in diesem Bereich zu unterrichten. Doch beeinflusst von seiner Frau wechselte er im Laufe der Zeit zur Entwicklungspsychologie. Er schrieb seine Dissertation über den Unterricht am College (Experimental studies of college teaching; the effect of examination on permanence of learning) und schloss 1923 sein Studium mit Erhalt der Doktorwürde ab. Danach lehrte er weiter an der Columbia, während seine Frau an ihrer Dissertation schrieb und ihre Studie des kleinen Peter durchführte.
In dieser Zeit wurden ihre beiden Töchter geboren, Barbara 1922 und Lesley drei Jahre später. 1926 schloss auch seine Frau ihr Studium ab.

### 1927–1960 – Professor in Berkeley

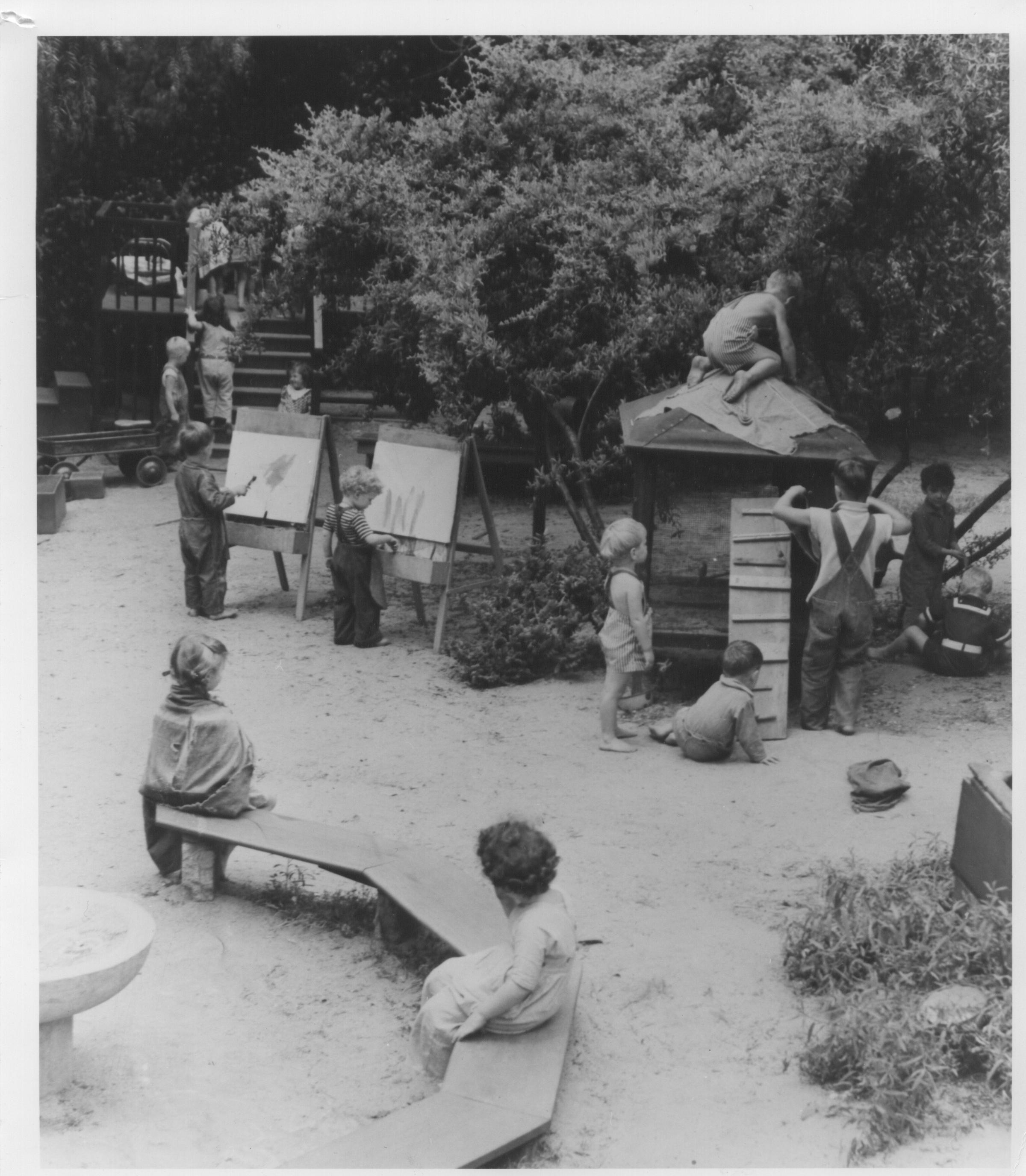
Institute of Child Welfare, Berkeley

1927 wurde Harold Jones die Stelle des Forschungsdirektors am gerade gegründeten Institute of Child Welfare (heute Institute of Human Development) der University of California in Berkeley (UCB) angeboten. Auch seiner Frau wurde dort eine Arbeit in Aussicht gestellt, so dass die Familie an die Westküste nach Kalifornien zog. Gleichzeitig arbeitete er als Assistenzprofessor (Assistant Professor), bevor er 1931 zum Professor (Full Professor) ernannt wurde.
Schon 1928 begannen die Jones’ zusammen mit dem Direktor des Instituts, Herbert Stolz, mit ihrer Arbeit an den drei Langzeitstudien, den Oakland Growth and Berkeley Guidance Studies. In der Guidance Study und der Berkeley Growth Study, für deren Leitung Jones die Psychologinnen Jean Walker Macfarlane und Nancy Bayley engagierte, wurde die Entwicklung von Babys beobachtet. Die Oakland Growth Study befasste sich mit der von Fünft- und Sechstklässlern während der Pubertät und wurde vom Ehepaar Jones und Herbert Stolz selbst überwacht. Nach Ende der vorgesehenen Zeit folgten weitere, daran anknüpfende Studien, die die Teilnehmer bis ins fortgeschrittene Erwachsenenalter begleiteten und die später zu den Intergenerational Studies of Development and Aging zusammengefasst wurden. Als Leiter des Instituts ab 1935 war es Jones’ Verdienst, dass es eine interdisziplinäre Einrichtung wurde, da er Fachleute aus verschiedenen Bereichen einstellte, nicht nur Psychologen wie Erik H. Erikson, Else Frenkel-Brunswik und Nevitt Sanford, sondern auch Ärzte und Sozialarbeiter. Er profitierte dabei vom sogenannten Braindrain, bei dem viele Flüchtlinge, darunter auch Wissenschaftler, vor dem drohenden Krieg in Europa in die USA emigrierten.
Im Jahr 1952 produzierten Harold Jones und seine Frau den ersten TV-Lehrkurs für Kinderpsychologie. Er war sehr erfolgreich und beinhaltete Interviews sowohl mit Fachleuten als auch Eltern und Kindern.
Während seiner Zeit an der Columbia und in Berkeley verfasste Jones mehr als 160 wissenschaftliche Schriften. Doch neben seinem Interesse an Psychologie und seinen Fähigkeiten als Autor blieb er seiner Liebe zur Natur treu, die ihn seit seiner Kindheit geprägt hatte.
Zu Beginn ihrer beider Pensionierung 1960 flogen Harold Jones und seine Frau nach Europa, um dort ihren ersten Auslandsurlaub zu verbringen. Doch in Paris, nur einige Tage nach ihrer Ankunft, erlitt Jones einen tödlichen Herzinfarkt.

## Anerkennung
Harold Jones war Präsident folgender Organisationen:
- 1935–1936 Western Psychological Association
- 1946–1947 Division of Educational Psychology der American Psychological Association (APA)
- 1947–1948 Division of Developmental Psychology der APA
- 1951–1952 Division of Maturity and Old Age der APA
- 1959–1960 Western Gerontological Society

1950 bekam er eine Auszeichnung der American Academy of Physical Education für seine Forschungen der körperlichen Fähigkeiten von Jugendlichen (physical abilities in adolescence).
1960 wurde die nursery school des heutigen Institute of Human Development umbenannt in Harold E. Jones Child Study Center.

## Werke (Auswahl)
- 1923: Experimental studies of college teaching; the effect of examination on permanence of learning, New York.
- 1943: Development in adolescence: approaches to the study of the individual, Appleton-Century-Crofts, New York.
- 1949: Motor Performance and Growth: A Developmental Study of Static Dynamometric Strength, University of California Press, Berkeley, California, 1. Auflage.
- 1957 (mit Mary C. Jones): Growth and behavior in adolescence. Pacific Rotaprinting Company, Oakland, California.